# Musique LGBT
Pour un article plus général, voir Culture LGBT.
On appelle musique LGBT (ou musique lesbienne, gay, bisexuelle et transgenre) la musique focalisée sur les questions LGBT interprétée par des artistes LGBT.
Les paroles sont particulièrement orientées sur l'émancipation homosexuelle, les relations entre personnes de même sexe, l'amour, la liberté, la fierté homosexuelle et l'encouragement du coming out. Depuis les années 2010, ce style musical est devenu très populaire aux États-Unis, notamment à travers des artistes ouvertement homosexuels comme Adam Lambert qui atteint le sommet du Billboard 200 en 2012. Un festival de musique LGBT existe également. Cela traduit une évolution de l'industrie musicale par rapport à ce phénomène durant les dernières années.

## Périmètre
Comme d'autres éléments de la culture LGBT, le périmètre exact de la musique LGBT change entre les auteurs. L'historien de la musique et de la communauté LGBT Daryll W. Bullock dinstingue ainsi d'un côté la « musique LGBT, » définie comme les productions musicales d'artistes LGBT, et la « Pink Pound » comme le support que la communauté LGBT donne spécifiquement à certains artistes qu'ils soient eux-mêmes LGBT, tels que Madonna, ou non, comme Cher ou Kylie Minogue ; la Pink Pound se confond ainsi avec les icônes gay.

## Musique LGBT par des artistes de la communauté

### Avant leXXesiècle
Daryll W. Bullock fait remonter la musique LGBT aussi loin que l'existence de musiciens homosexuels ou trans, citant en particulier Jean-Baptiste Lully, Arcangelo Corelli, Tchaïkovski, Schubert, Haendel, ou la compositrice lesbienne Ethel Smyth.

### Première moitié duXXesiècle: l'âge d'or des cafés-concerts et des music halls
Les cafés-concerts, puis plus tard les music halls, sont un vivier de nombreux chanteurs et chanteuses plus ou moins ouvertement homosexuels : Félix Mayol, Henri Varna, Gaston Gabaroche, Reda Caire, Jean Lumière, André Claveau, Reda Caire, André Pasdoc, Jean Sablon, Charles Trenet pour les hommes, Damia, Fréhel, Suzy Solidor, Dora Stroeva, Yvonne George, Jane Stick, Sidonie Baba, Agnès Capri pour les femmes.
Outre les artistes qui s'y produisent, une partie des music halls parisiens servent aussi de lieux de rencontre aux homosexuels qui s'y rendent et entretiennent des relations sexuelles dans les promenoirs.

### Années 1940 à 1970: Une visibilité difficile à négocier

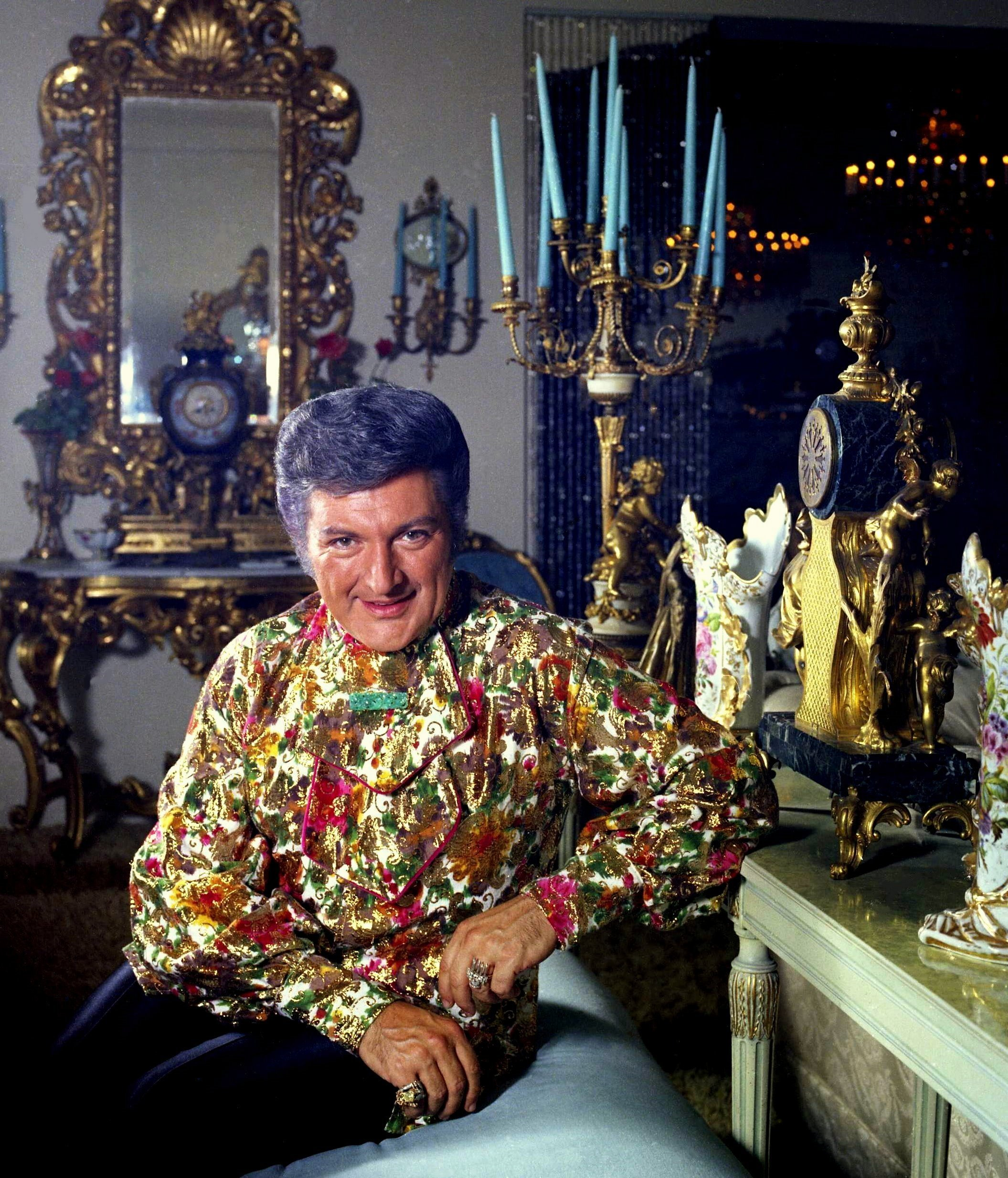
Liberace dans son salon en 1974, photographie d'Allan Warren.

Le début des années 1970 est marqué par de nombreux coming-out : celui de Dusty Springfield en 1970 dans l'Evening Standard, celui de David Bowie dans Melody Maker en 1972, ou celui d'Elton John dans Rolling Stone en 1976.
L'année 1972 est particulièrement riche avec la sortie de l'album Transformer de Lou Reed, dont le titre Walk on the Wild Side est un hommage aux personnalités trans Holly Woodlawn et Candy Darling et la contractualisation du chanteur Jobriath qui se voit proposer deux albums par David Geffen ; celui-ci devenant ainsi le premier chanteur rock ouvertement gay. Geffen lui-même fera son coming-out par la suite.
Ces coming-out se traduisent par des baisses des ventes ; pour cette raison, des artistes préfèrent ne révéler leur homosexualité qu'après l'apogée de leur carrière : c'est le cas de Johnny Mathis, populaire dans les années 1960 et ne réalisant son coming-out qu'en 1982, ou de Lesley Gore, qui effectue le sien au début des années 2000. Le pianiste Liberace ne révèlera jamais son homosexualité de son vivant, attaquant en justice les journalistes qui osaient en parler ; celle-ci ne sera confirmée que 30 ans après sa mort. La position de Freddie Mercury, leader de Queen, est plus ambigüe : s'il ne l'a jamais officiellement confirmée, son homosexualité était connue de tous.
Le label Olivia Records est créé en 1973 par des lesbiennes afin de promouvoir la musique alternative féminine.
Parmi d'autres exemples, on peut citer des artistes tels que les Village People, Sylvester, Tom Robinson, les Indigo Girls, K.d. lang, les Dead or Alive, Little Richard ou Marc Almond, parmi d'autres.

### De 1980 à nos jours

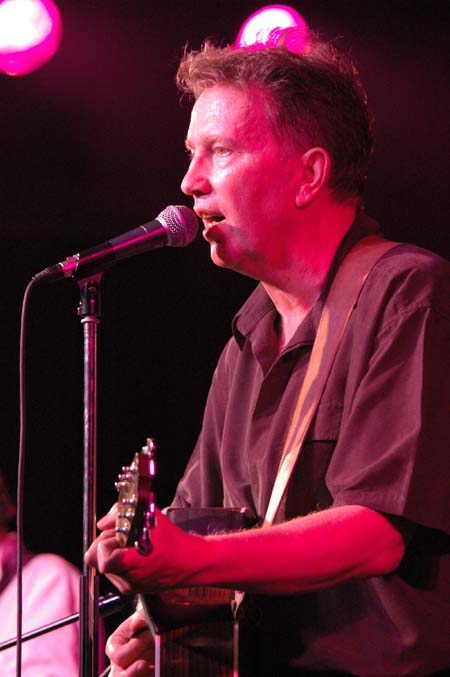
Tom Robinson en concert en 2004.

En 1978, l'artiste gay britannique Tom Robinson crée la chanson Glad to be Gay, qui devient un hymne pour les militants LGBT. Il faut attendre 1983 et Relax de Frankie Goes to Hollywood pour avoir un nouveau titre parlant aussi ouvertement de la sexualité de son chanteur. Outre ces chansons directes, l'homosexualité et la culture gaie sont plutôt évoquées par suggestion : c'est le cas par exemple des titres Macho Man, YMCA et In The Navy des Village People, de Tainted Love de Soft Cell ou de You Make Me Feel (Mighty Real) et Do You Wanna Funk (en) de Sylvester.
Dans les années 1980, l'exposition d'artistes ouvertement LGBT est devenue plus importante avec Boy George (de Culture Club), George Michael, Frankie Goes to Hollywood, les Pet Shop Boys et Andy Bell (d'Erasure).
Le groupe T.a.T.u. et plus particulièrement sa chanson All the Things She Said devient un phénomène lesbien à sa sortie en 2002 : bien que l'homosexualité des deux chanteuses soit feinte, une technique marketing permettant d'augmenter les ventes de la chanson, la représentation qu'elle offre aux femmes queers a pris le pas sur son aspect faux et appropriatif, permettant à de nombreuses lesbiennes et bisexuelles de réaliser leur coming in. L'équilibre entre représentation et appropriation s'inverse au cours des années 2010 : ainsi, en 2018, Rita Ora, qui n'a alors pas encore fait son coming out bisexuel, est fortement critiquée par la communauté lesbienne pour sa représentation lesbophobe des relations entre femmes dans la chanson Girls, limitées à une technique d'aguichage des hommes.
Dans les années 2010, des artistes ouvertement homosexuels comme Tegan and Sara ont gagné en popularité allant jusqu'à produire une publicité pour la tolérance pour Oreo en 2014. Dans la chanson francophone, l'homosexualité est un thème récurrent pour Hoshi, Pomme, Suzane ou Eddy de Pretto. Redcar évoque pour sa part les questions d'identité de genre. Certains artistes ont pu évoquer leur homosexualité dans certaines chansons comme Angèle sans que cela ne constitue le thème principal de leur œuvre.
Plusieurs artistes ouvertement LGBT sont couronnés de succès comme Elton John qui a le single le mieux vendu dans le Billboard des années 1990 (Candle in the Wind 1997) et le single Anything is Possible/Evergreen par Will Young qui était le single le plus vendu dans les années 2000. Le chanteur country Ty Herndon a fait son coming out en 2014, après trois hits dans le Billboard Hot Country Songs.
En 2020, l'artiste Temmie Ovwasa sort E Be Like Say Dem Swear For Me, qualifié dans la presse africaine LGBT comme le premier album ouvertement LGBT au Nigéria. 

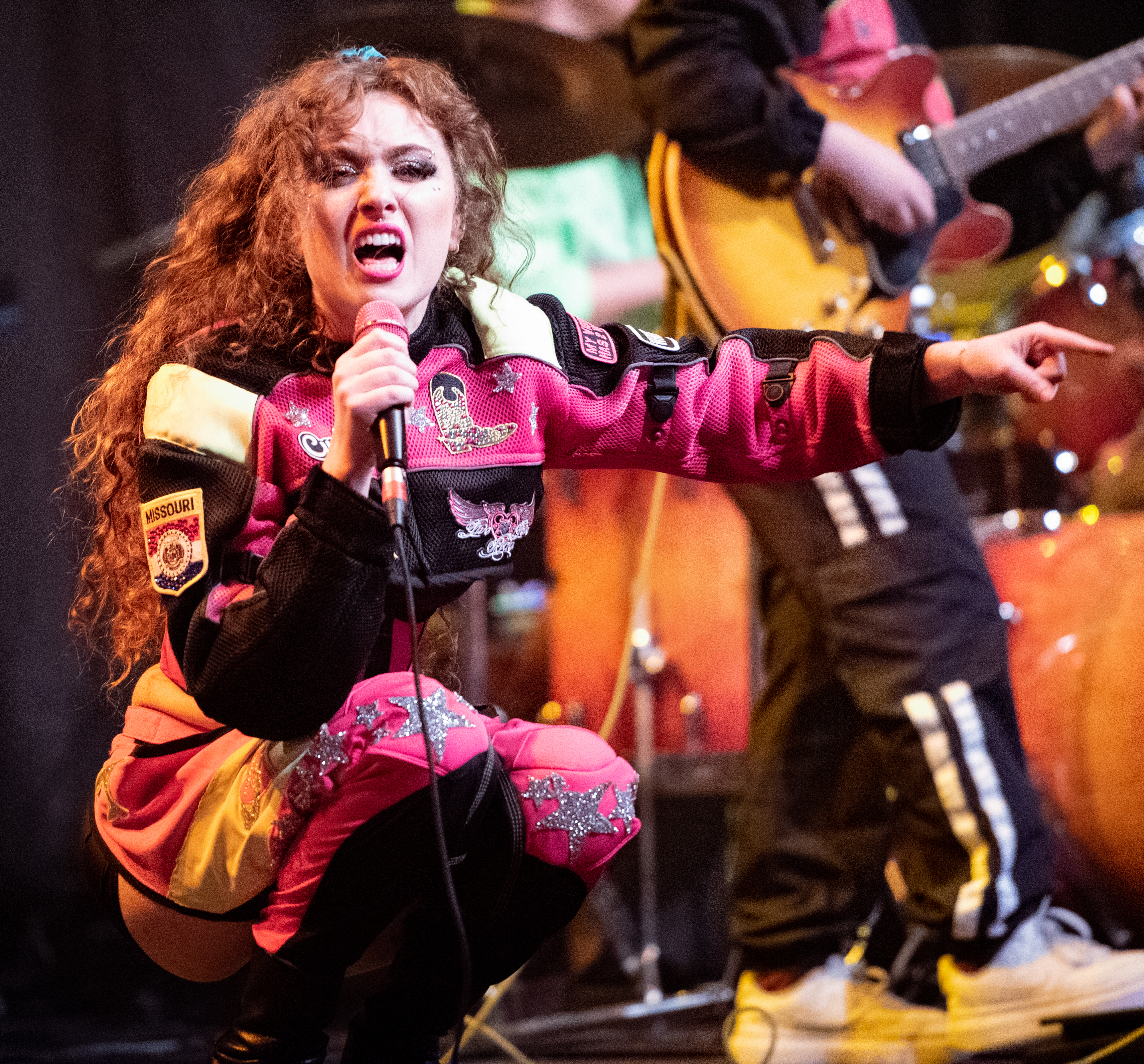
Chappell Roan en concert en 2022

En 2024, Chappell Roan sort le single Good Luck, Babe! qui parle d'hétérosexualité compulsive ; sa popularité, conjointement avec celles de Billie Ellish et Reneé Rapp et d'autres artistes, font que les journalistes parlent alors d'une « Renaissance de la pop lesbienne ».

## Musiques par des artistes hétérosexuels

### Production depuis une position d'allié

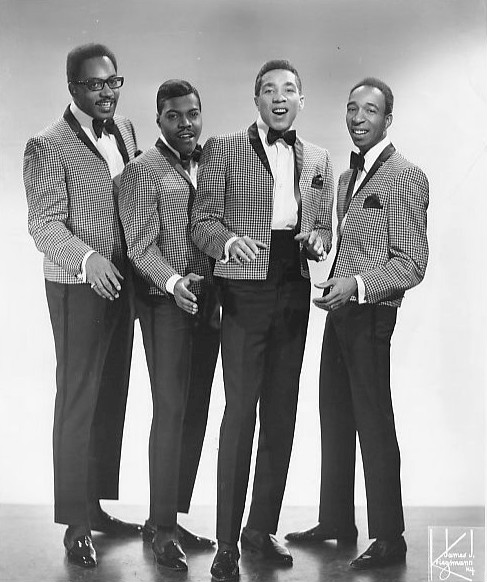
The Miracles en 1972 ; ils sont l'un des premiers groupes hétérosexuels à produire une chanson de soutien à la communauté LGBT.

#### Soutien dans les paroles
Dès les années 1970, des artistes hétérosexuels produisent des chansons de soutien à la communauté LGBT : ainsi les Miracles produisent en 1975 Ain't Nobody Straight in LA, figurant sur l'album City of Angels, qui parle de la banalité de l'homosexualité. Rob Stewart évoquera quelques années plus tard le meurtre homophobe d'un ami dans The Killing of Georgie (Part I and II), qui atteindra la deuxième place des singles britanniques.
Le début des années 2000s voit la multiplication des titres explicitement de soutien : l'artiste countryBobby with an I de Phil Vassar (2009), I Kissed a Girl de Katy Perry (2008) et  Same Love de Macklemore et Ryan Lewis (2012).

#### Hommage à la culture queer
La célébration de la culture LGBT ne se fait pas uniquement par des paroles, mais aussi par des choix de genre de musique et de collaboration : ainsi, l'album Renaissance de Beyoncé, sorti en 2022, est célébré comme un hommage à la culture queer en particulier Afro-Américaine, via l'utilisation de sons dance, bounce et disco, particulièrement présent dans la ball scene, les références textuelles et la collaboration avec des artistes queers, tels que Big Freedia (en), Ts Madison, Honey Dijon, Syd, Moi Renee, MikeQ et Kevin Aviance.

### Détournements et réappropriations par la culture queer

#### Hymnes gays
Un hymne gay est une chanson populaire qui est devenue très populaire auprès de la communauté gay. Si cette catégorie englobe des titres explicitement de soutien aux LGBT, qu'ils soient écrits par des membres de la communauté ou pas, elle comprend essentiellement des chansons écrites pour un public hétérosexuel et ensuite réinterprétées par la communauté gay.
Les paroles des hymnes gays abordent des thèmes récurrents :  persévérance, de la force intérieure, et de l'unité, la résilience, qu'elle soit amoureuse ou personnelle; plus généralement, l'idée que l'amour triomphe de tout ;  l'acceptation, fière et sans concession, de soi-même, en particulier de sa sexualité ; la difficulté de travailler pour obtenir une telle acceptation ; la rupture de la solitude, que ce soit en trouvant une communauté ou par l'acceptation par la société dans son ensemble ; et enfin, la capacité à vivre des moments d'insouciance, notamment par la fête.
Selon Popular Music, un journal musical, la chanson la plus communément identifiée comme un hymne gay est I Will Survive par Gloria Gaynor. Stonewall, une association caritative pour les droits des LGBT au Royaume-Uni, a nommé Beautiful (2003) de Christina Aguilera, comme chanson la plus influente de la décennie 2000 pour les LGBT. Elton John avait prédit qu'elle remplacerait "I Will Survive" en tant qu'hymne gay prééminent.
Y.M.C.A., In the Navy (1978), Macho Man (1979) de Village People, I Need a Man de Grace Jones (1975), Love Sansation de Loleatta Holloway (1980), The Other side of the Rainbow de Melba Moore (1982),It's Raining Men de The Weather Girls (1982),, Ain't No Mountain High Enough (1966) et I'm Coming Out (1980) de Diana Ross, Dancing Queen (1976) et Gimme! Gimme! Gimme! (A Man After Midnight) (1979) de ABBA, Love to Love You Baby et Bad Girls (1979) de Donna Summer, mais aussi Last Night a D.J. Saved My Life de Indeep (1982), sont considérés comme des hymnes gays cultes.
Finally de CeCe Peniston (1991), Hero de Mariah Carey (1993), Free de Ultra Naté (1997), Together Again de Janet Jackson (1997), Believe de Cher (1999), Mi Chico Latino (1999) et Bag It Up de Geri Halliwell, sont considérés comme des hymnes cultes de la décennie 90.
Never Be the Same Again (2000) de Mel C, I Think I'm in Love with You (2000) et A Public Affair (2006) de Jessica Simpson, Spinning Around (2000) et Can't Get You Out of My Head (2001) de Kylie Minogue, It's Raining Men (2001) et Ride It (2004) de Geri Halliwell, I Begin to Wonder (2003) de Dannii Minogue, Beautiful (2003) de Christina Aguilera ou encore I Kissed a Girl de Katy Perry (2008), sont considérés comme des hymnes cultes de la décennie 2000.
Think About It (2012) de Mel C, Hot Sugar (2013) et If I Don't Have You (2015) et My Man (2017) de Tamar Braxton, Born This Way (2011) de Lady Gaga, Same Love de Macklemore et Ryan Lewis (2012), Everybody Talks (2012) de Neon Trees, For Once In My Life de Mel B (2013), Sweater Weather (en) (2013) de The Neighborhood, mais aussi Break Free (2014) de Ariana Grande, font partie des principaux hymnes des années 2010.
Pour les années 2020, l'album Renaissance (2022) de Beyoncé rend hommage à la culture queer. Son single principal, Break My Soul est en particulier considéré comme un hymne gay.

#### Lip-syncs

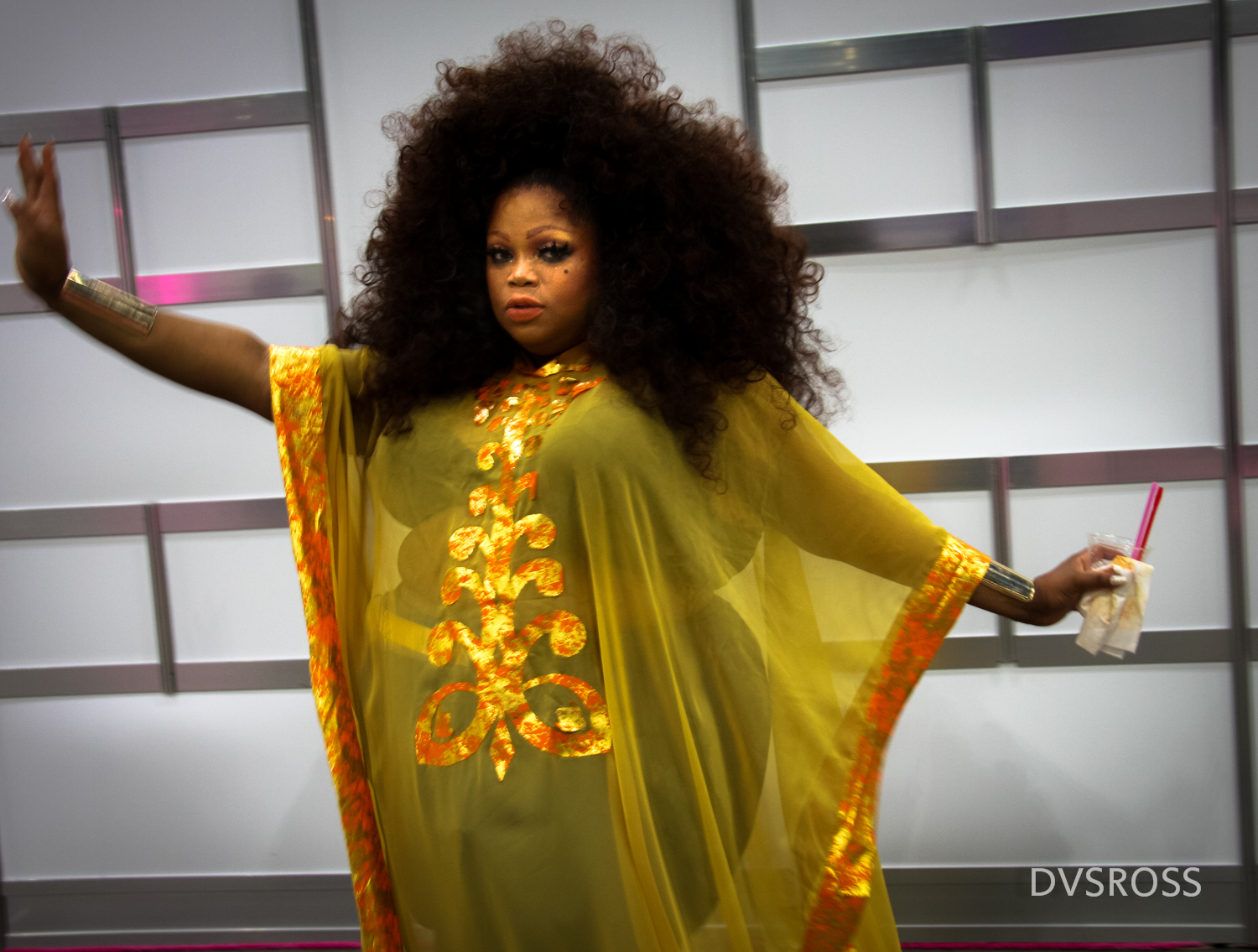
La drag queen Silky Nutmeg Ganache, célèbre pour ses lipsyncs dans RuPaul's Drag Race, en 2019.

La pratique des lip-syncs, une forme de playback où l'artiste utilise costume, chorégraphie et expression faciale pour raconter une histoire ayant pour support une chanson est constituante de la culture drag et se retrouve dans les bars gays et lesbiens. La pratique, dont l'origine remonterait à un bar de Chicago, n'a été rendue possible qu'au milieu du XXe siècle, avec la démocratisation des lecteurs de musique personnels : auparavant, les drag queen chantaient uniquement en live.
La pratique du lip-sync est très liée à celle du voguing et surtout présente dans les communautés latinos et afro-américaines dans les années 1960. Plus généralement, ce sont les drag queens les moins favorisées, en particulier financièrement, qui pratiquaient les lip-sync, les autres formes de drag étant alors plus rémunératrices.
Les chansons des Supremes sont en particulier très souvent reprises pour faire des lip-sync.
Parmi les lip-syncs les plus célèbres, on peut citer les performances de Lypsinka ou celles des candidates de RuPaul's Drag Race, émission de téléréalité où les participantes doivent réaliser des lip-sync pour ne pas être éliminées ou pour remporter la saison.
Si le lip-sync, comme plus généralement la culture ball, est une manière pour celle qui le réalise de s'approprier un univers de richesse et de célébrité auquel elle n'a pas accès, il se rapproche aussi de la démarche des hymnes gays, où une chanson peut trouver un tout nouveau sens par le travail d'interprétation d'une drag queen et de son public.

## Styles musicaux associés à la communauté LGBT

### Camp

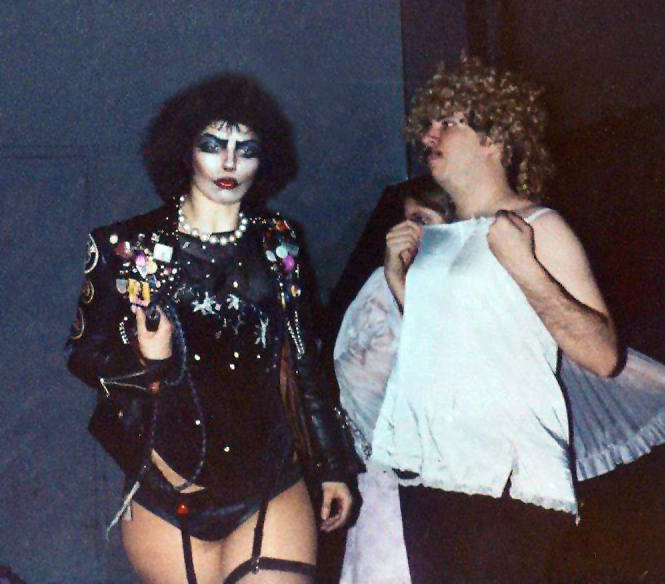
Dori Hartley et Sal Piro en 1977, pour une projection du Rocky Horror Picture Show à New York.

Le camp est un mélange d'esthétique, de politique et de style marqué par l'autodérision et emblématique des cultures gaies, travesties et trans. Parmi les éléments de culture camp : les artistes Boy George et Dave, la chanson Goûte mes frites de Valérie Lemercier, la comédie musicale The Rocky Horror Picture Show ou la réinterprétation de chansons d'Abba dans Priscilla, folle du désert et Muriel. Le camp ne se limite pas à la musique mais s'exprime aussi dans le cinéma ou les arts visuels.

### Eurovision
Le concours Eurovision de la chanson est l'évènement musical le plus associé à la communauté LGBT d'Europe. Depuis les années 1970, la majorité des fans de l'évènement sont LGBT, pour plusieurs raisons. D'abord, l'esthétique principale du concours, « la danse, le disco et les divas », s'alignent parfaitement avec les préférences de la culture LGBT et en particulier la culture gay. Ensuite, cet évènement, diffusé sur la télévision publique, était avant internet l'une des seules manières dont pouvait s'exprimer la différence dans des médias grand public, puisque de nombreuses cultures y sont représentées. Enfin, surtout pour le public gay, l'Eurovision est un évènement très émotif, entre les chansons et les résultats du concours, ce qui permet le temps d'une soirée d'échapper aux normes de la masculinité qui veulent qu'un homme ne montre pas ses émotions.

### Women's music
La Women's musicWomen's music est un genre musical féministe et un mouvement né aux États-Unis dans les années 1970. Il regroupe des musiques produites par des femmes, pour un public de femmes et à propos des femmes. Ce genre émerge comme une expression musicale de la deuxième vague féministe, de l'économie du travail, des droits civiques, et des mouvements pour la paix. Le mouvement aux États-Unis est lancé par des artistes lesbiennes comme Cris Williamson, Meg Christian (en) et Margie Adam, des musiciennes africaines-américaines telles que Linda Tillery (en), Marie Watkins (en), Gwen Avery, des militantes comme Bernice Johnson Reagon et son groupe Sweet Honey in the Rock (en), et de la militante pour la paix Holly Near (en). Le mouvement de la Women's music comprend aussi des musiciennes de studio, productrices, ingénieures du son, techniciennes, artistes de couverture, distributrices, promotrices et organisatrices de festivals.
Lesbian Concentrate est l'un album les plus reconnus de women's music.

### Queercore
Le queercore, ou homocore, est un mouvement culturel et social qui prend naissance au milieu des années 1980 comme une branche isolée du punk. Il se caractérise par un dissentiment avec la société hétéronormative en général et un désaveu complet de la communauté gay et lesbienne établie. Le queercore s'exprime dans un style do it yourself à travers les fanzines, la musique, l'écriture, l'art et le cinéma.
En tant que genre musical, les paroles explorent les thèmes de la discrimination et des préjugés, et abordant des sujets tels que l'identité sexuelle, le genre sexuel et les droits des individus ; plus généralement, les groupes proposent une critique de la société à partir de leur position dans cette société. Les groupes queercore englobent différents genres tels que le synthpunk, le rock indépendant, la power pop, le no wave, le noise, la musique expérimentale, la musique industrielle et bien d'autres.

## Styles LGBT dans les genres musicaux

### Hip-hop
Le hip hop LGBT, aussi connu sous les noms homo hop ou queer hip hop, est un genre de musiques hip-hop dont les artistes et performeurs sont issus du milieu LGBT. Il a été décrit comme étant « un mouvement général de fans et MCs gay hip-hop déterminés à participer à leur revendication dans un genre trop souvent associé à l'homophobie et des paroles anti-gay ».
Le hip hop LGBT en tant que genre n'appartient pas, en soi, à un style spécifique ; les artistes peuvent simultanément être associés à tous les autres sous-genre de hip hop, ou peuvent aussi faire de la musique qui ne relève pas totalement de ce genre. Au contraire, il est défini par l'engagement avec la culture LGBT dans des domaines divers, tels que les thèmes des chansons ou l'identité visuelle de l'artiste et de la présentation,.
Les artistes se réclamant (ou ayant été étiquetés) comme faisant partie de ce genre peuvent avoir des perceptions différentes sur ce que sous-tend cette terminologie. Certains ont perçu le phénomène comme un outil important pour la promotion de la visibilité des LGBT dans la musique populaire, tandis que d'autres ont critiqué la ghettoïsation de leur musique comme un intérêt de « niche ».
En outre, le hip hop LGBT est représenté non seulement dans la musique et rap hip hop, mais aussi à travers le graffiti et le breakdancing.